# NGC 2267
NGC 2267 је спирална галаксија у сазвежђу Велики пас која се налази на NGC листи објеката дубоког неба.
Деклинација објекта је - 32° 28' 56" а ректасцензија 6h 40m 51,7s. Привидна величина (магнитуда) објекта NGC 2267 износи 12,2 а фотографска магнитуда 13,2. NGC 2267 је још познат и под ознакама ESO 426-29, MCG -5-16-15, AM 0638-322, PGC 19417.